# Jean Varda
Jean „Yanko“ Varda (* 11. September 1893 in Smyrna, Osmanisches Reich; † 10. Januar 1971 in Mexiko-Stadt) war ein türkisch-amerikanischer Maler und Collagekünstler. Seine Bildsprache verbindet traditionelle byzantinische Ornamentik mit Elementen der europäischen Moderne und der amerikanischen Nachkriegsavantgarde.

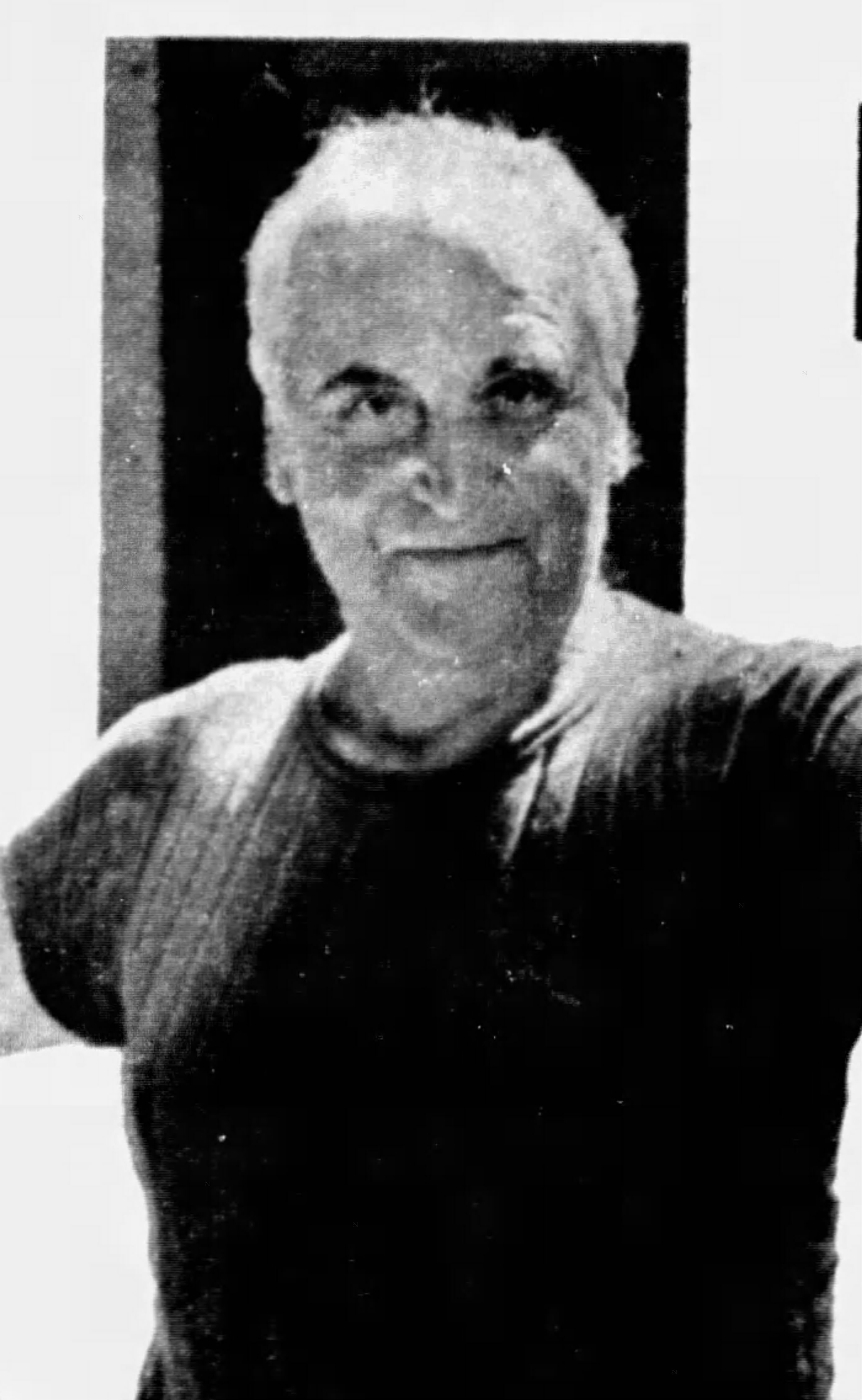
Jean Varda 1959

## Leben
Jean Varda wurde 1893 in Smyrna (heute Izmir) geboren und trat früh als künstlerisch begabtes Kind hervor. Unter dem Rufnamen „Yanko“ machte er sich zunächst in Athen einen Namen mit Porträts von Angehörigen der gehobenen Gesellschaft. Bald zog er nach Paris, wo er an der École des Beaux-Arts studierte und in Kontakt mit Künstlern wie Pablo Picasso und Georges Braque kam. Kritik an seiner akademischen Malweise führte jedoch zu seinem Abbruch des Studiums.
1914 ging Jean Varda nach England, heiratete dort seine erste Ehefrau und arbeitete zeitweise als Balletttänzer. Nach der Auflösung seiner Ehe kehrte er nach Paris zurück und schloss sich den avantgardistischen Bewegungen von Dadaismus, Surrealismus und Kubismus an. Zwischen 1929 und 1939 lebte er abwechselnd in London und in Cassis an der Mittelmeerküste, wo er mit dem Künstler Roland Penrose zusammenarbeitete.
In dieser Zeit begann Jean Varda, mit Fundstücken und Glas zu experimentieren und entwickelte seinen charakteristischen Collage- und Mosaikstil. Ab Ende der 1930er Jahre stellte er seine Arbeiten international aus, unter anderem 1939 in der Neumann-Willard Gallery, New York. Kritiker beschrieben seine Werke als schwer einzuordnen, da sie weder konventionelle Malerei noch klassische Mosaikarbeiten darstellten. Auf Reisen an die US-amerikanische Westküste entdeckte er die Landschaft von Big Sur, die ihn an seine Heimat erinnerte und ihn zur Niederlassung in Kalifornien bewegte.

### Tätigkeit in den USA
1946 wurde seine Tochter Vagadu geboren. Im selben Jahr erhielt er eine Einladung zur Black Mountain College Summer Session in North Carolina, wo er zusammen mit Künstlern wie Jacob Lawrence und Leo Amino unterrichtete. Seine Lehre konzentrierte sich auf Malerei, Collage und den experimentellen Umgang mit Materialien. Unter seinen Schülern befand sich unter anderem die Bildhauerin Ruth Asawa. 
Um 1947 erwarben Jean Varda und der in Großbritannien geborene Künstler Gordon Onslow Ford eine alte Fähre namens „Vallejo”. Sie legten sie in Sausalito, gegenüber der Golden Gate Bridge von San Francisco, dauerhaft an. Mit Materialien aus einer stillgelegten Kriegswerft bauten sie die Fähre zu einem Atelier für Onslow Ford sowie zu einem Atelier und Wohnraum für Varda um. Jean Varda verwandelte die „Vallejo” in eine Art Salon. Er war ein hervorragender Koch und unterhielt seine Gäste beim Abendessen mit Geschichten. Berühmt waren auch seine Kostümpartys. Im Jahr 1961 übernahm der Schriftsteller und Zen-Buddhist Alan Watts Onslow Fords Räume auf dem Schiff.
In den folgenden Jahrzehnten unterrichtete Jean Varda zeitweise an verschiedenen Hochschulen in Kalifornien und stellte seine Arbeiten in regionalen und nationalen Ausstellungen vor. Zu den Projekten zählten unter anderem Mosaikarbeiten für die Union-City-Station der BART (Bay Area Rapid Transit).  

## Werk
Jean Varda wurde vor allem durch seine Collagen bekannt, für die er bunte Stoffe, Papiere und Spiegelstücke verwendete. In seinen Werken verbindet er Elemente der klassischen Moderne mit mediterraner Farbigkeit und dekorativen Mustern. Er verband figurative Fragmente mit abstrakten Formen und entwickelte daraus eine sehr persönliche, poetische Bildsprache. Neben seinen Collagen schuf er auch Wandgemälde und lehrte zeitweise am Black Mountain College. Seine Arbeiten waren Teil zahlreicher Gruppenausstellungen an der Westküste der USA. Vardas Arbeiten sind heute Bestandteil bedeutender Sammlungen, darunter das San Francisco Museum of Modern Art (SFMOMA) und des Smithsonian American Art Museum. 